# Маккирнан, Деннис
Деннис Лестер Маккирнан (англ. Dennis Lester McKiernan), (4 апреля 1932, Моберли, штат Миссури, США), — американский писатель, пишущий книги в жанрах фэнтези, научной фантастики, ужасов и детектива.
Получил широкую известность благодаря книге «Железная башня», написанной в жанре эпического фэнтези.

## Биография
Деннис Маккирнан родился в Моберли, штат Миссури, где он прожил вплоть до начала четырёхлетней службы в ВВС США. В годы Корейской войны был механиком радарной установки. После военной службы он поступил в Миссурийский университет и получил степень бакалавра в области электротехники в 1958 году и степень магистра естественных наук в той же области в Дюкском университете в 1964 году. В 1958—1989 гг. Маккирнан работал инженером, первоначально в Western Electric, позже в Bell Labs. В 1989 году, после выхода на пенсию, Маккирнан начал писать на постоянной основе.
В 1977 году, во время поездки на мотоцикле, Маккирнан попал под автомобиль и был прикован к больничной койке. Во время лечения, имея много свободного времени, Маккирнан начал сочинять историю об эльфах и гномах. Позже издательство Doubleday проявило интерес к его работе и попросило Маккирнана переписать историю и её оформить в виде трилогии. Некоторые критики видели сходство произведения Маккирнана с эпической трилогией Д. Р. Р. Толкина. Впоследствии Маккирнан написал серию произведений, которые по сюжетной линии отличаются от тех, которые можно было бы сравнивать с книгами Толкина.
В настоящее время Деннис Маккирнан проживает в Тусоне, штат Аризона.

### Хроники Митгара
- Железная башня (The Iron Tower)
  - Чёрный прилив (The Dark Tide) (1984)
  - Тени судьбы (Shadows of Doom) (1984)
  - Самый тёмный день (The Darkest Day) (1984)
- Серебряный зов (Silver Call)
  - Поход в Крагген-кор (Trek to Kraggen-Cor) (1986)
  - Путь Брегги (The Brega Path) (1986)
- Dragondoom (1990)
- Tales from the One-Eyed Crow: The Vulgmaster (1991)
- Глаз Охотника (The Eye of the Hunter) (1992)
- Галера чёрного мага (Voyage of the Fox Rider) (1993)
- Tales of Mithgar (1994)
- The Dragonstone (1996)
- Hèl’s Crucible
  - Into the Forge (1997)
  - Into the Fire (1998)
- Рассветный меч (Silver Wolf, Black Falcon) (2000)
- Red Slippers: More Tales of Mithgar (2004)
- City of Jade (2008)

### Faery Series
- Once Upon a Winter’s Night (2001)
- Once Upon a Summer Day (2005)
- Once Upon an Autumn Eve (2006)
- Once Upon a Spring Morn (2006)
- Once Upon a Dreadful Time (2007)

### Другие работы

#### Повести
- Caverns of Socrates (1995)

#### Сборники рассказов
- «The Ornament» in The Magic of Christmas (1990)
- «Straw into Gold: Part II» in Dragon Fantastic (в соавторстве с Марком Крейгбаумом) (1992)
- «The Halfling House» in After the King (1992)
- «The Source of It All» in Alien Pregnant by Elvis (1994)
- «Alas, Me Bleedin…» in Weird Tales from Shakespeare (1994)
- «The Sorcerer’s Apprentice» in The Shimmering Door (1996)
- «I Sing the Dark Riders» in Elf Fantastic (1997)
- «The Lesser of…» in Highwaymen: Robbers & Rogues (1997)
- «In the Service of Mages» in Wizard Fantastic (1997)
- «Of Tides and Time» in Wizard Fantastic (1997)
- «The Divine Comedy» in Olympus (1998)
- «Final Conquest» in Legends: Tales from the Eternal Archives #1 (1999)
- «Darkness» in 999: New Stories of Horror and Suspense (1999)
- «For the Life of Sheila Morgan» in Spell Fantastic (2000)
- «Perfidy» in Treachery and Treason (2000)
- «A Tower with No Doors» in Flights: Extreme Visions of Fantasy (2004)